# Eracon
Eracon is een geslacht van vlinders van de familie dikkopjes (Hesperiidae), uit de onderfamilie Pyrginae.

## Soorten
- E. biternata (Mabille, 1887)
- E. clinias (Mabille, 1878)
- E. jacobus (Plötz, 1884)
- E. mnemon (Schaus, 1913)
- E. onorbo (Möschler, 1882)
- E. paulinus (Stoll, 1782)
- E. pebana Evans, 1953
- E. problematica Williams & Bell, 1940